# Gethmannscher Garten
Der Gethmannsche Garten ist ein öffentlicher Park im Stadtteil Blankenstein in Hattingen. 

## Geschichte
Der Garten wurde 1808 vom Kommerzienrat Carl Friedrich Gethmann (1777–1865) „zur Freude und Erholung seiner Mitbürger und aller Besucher des Städtchens Blankenstein“ angelegt. Der Garten gehörte zu den ersten öffentlichen Gärten in Deutschland, die jedem Bürger frei zugänglich waren. Er entsprach in seiner Gestaltung dem neuen zeitgenössischen Ideal des Landschaftsgartens. 

### Besuchereindrücke
Am 19. Oktober 1833 besuchte der preußische Kronprinz, der spätere König Friedrich Wilhelm IV., den Garten. In einem Artikel der Märkischen Blätter aus dem Jahre 1868 schrieb man über die Anlage: 
„So bleibt es doch unbestritten, daß der Gethmann’sche Garten vermittelst seiner herrlichen Höhenlage und der effectmachenden, sinnreich und geschmackvoll geordneten Flora den Naturliebhabern etwas ideell Paradiesisches bietet, wie es denselben an zweiter Stelle in Westphalen und Rheinland schwerlich dürfte geboten werden.“
Gustav Natorp rühmte 1880 in seinem Buch Ruhr und Lenne den Park: 
„Wir empfehlen Jedem, bevor er Blankenstein verläßt, den Besuch der Gethmann'chen Gartenanlagen, sowohl um ihrer selbst willen, da sie mit ihren schattigen, vielfach verschlungenen Pfaden einen angenehmen Spaziergang gewähren, als auch wegen des herrlichen Blickes, den man da aus auf die unten in der Tiefe über ein Wehr dahin brausende Ruhr hat. Es ist eines der schönsten landschaftlichen Bilder, die man sich denken kann.“

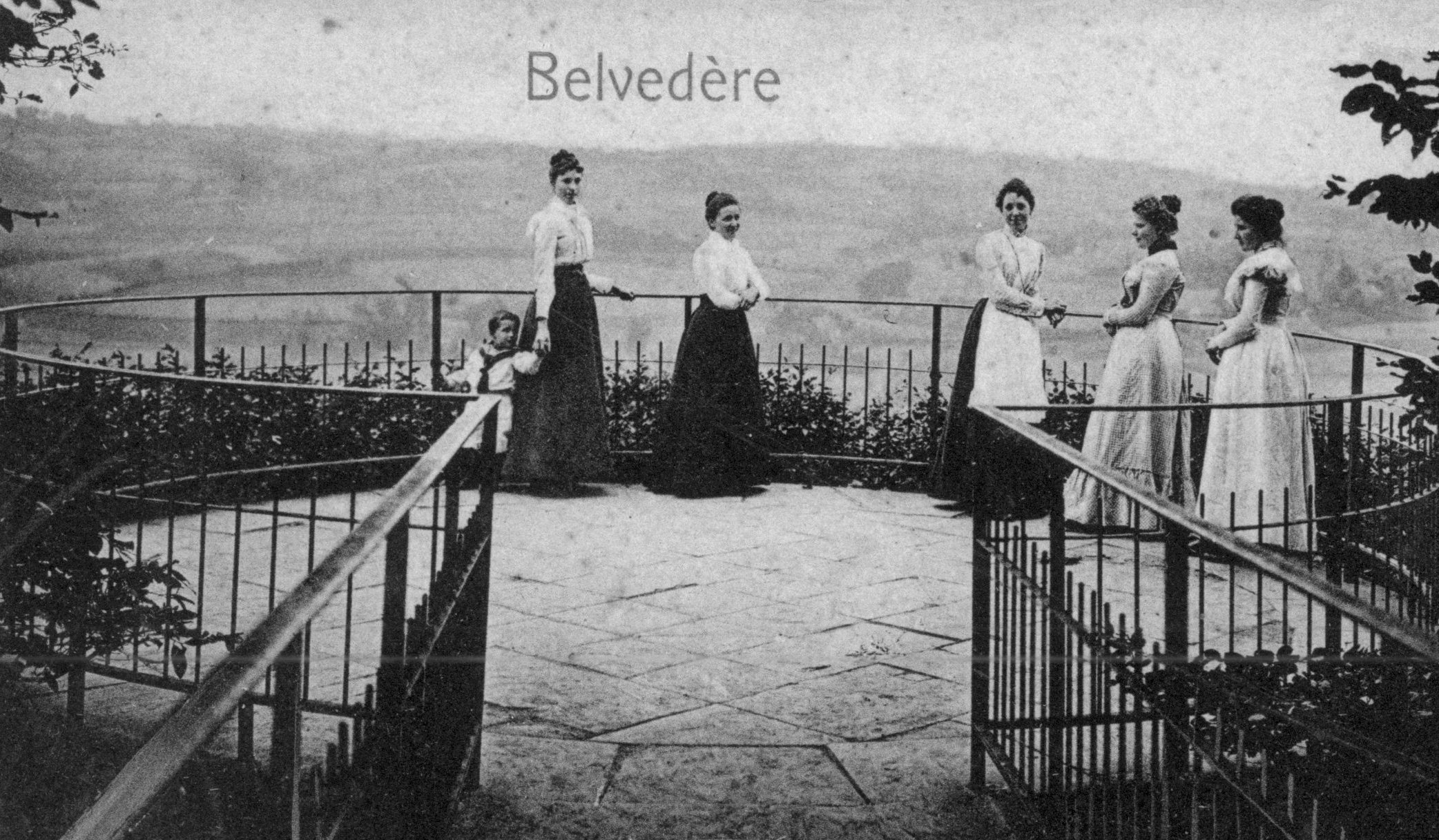
Belvédère der Friedrichshöhe (Ende des 19. Jahrhunderts)

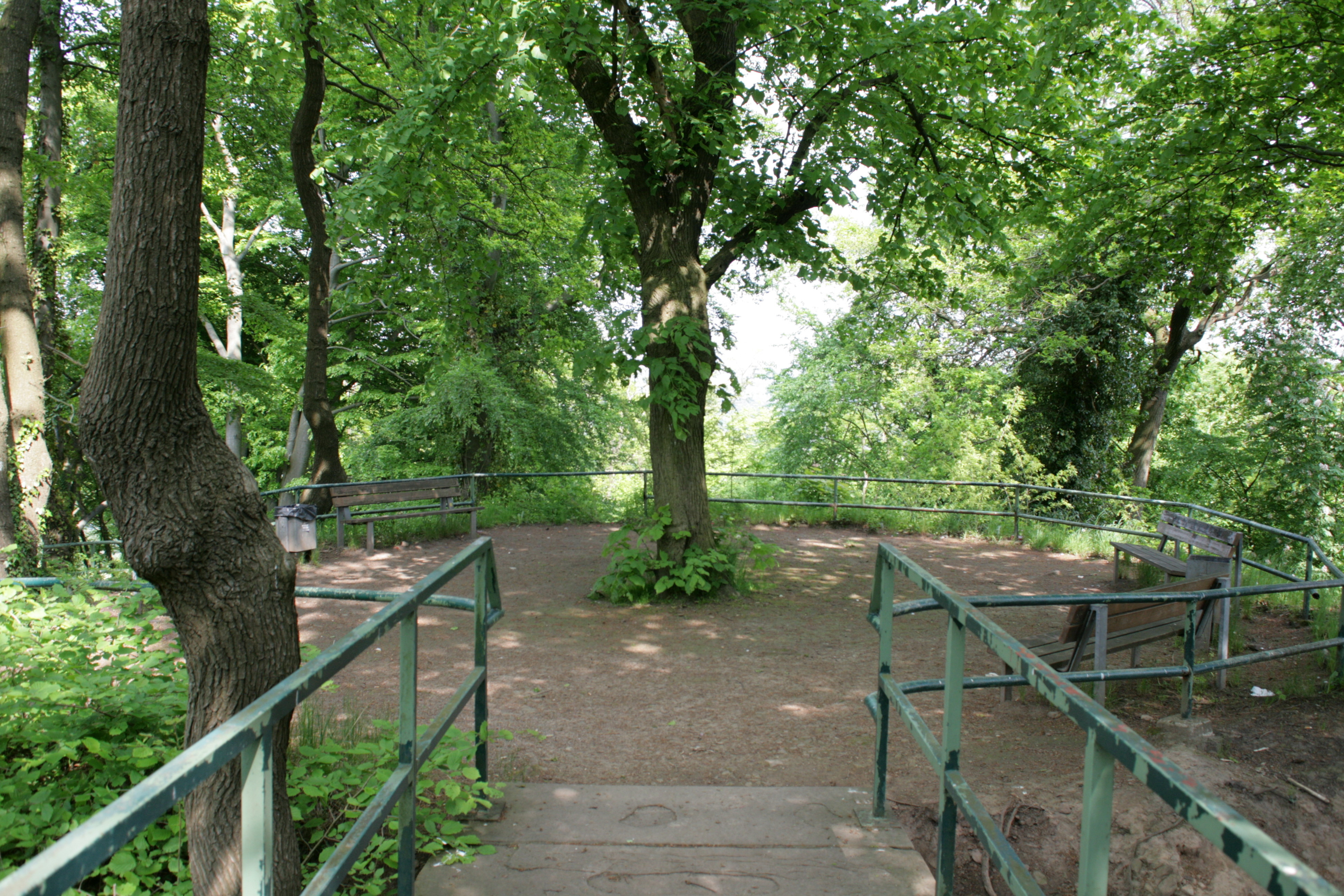
Die „Friedrichshöhe“ (2010)

### Die „Friedrichshöhe“ als Schneckenberg und Belvédère
Ein Gestaltungselement des Gartens sind zwei Anhöhen, die ein schnurgerader, von Obstbäumen gesäumter Weg miteinander verbindet. Carl Friedrich Gethmann benannte sie nach seinen Söhnen „Wilhelmshöhe“ und „Friedrichshöhe“. Die Friedrichshöhe (früher auch „Friedrichsberg“ genannt) wurde als Schneckenberg angelegt, also mit einem spiralförmigen Weg, der sich bis auf dessen Spitze hinaufwindet. Sie ist im Gethmannscher Garten als Aussichtsplattform gestaltet und war als „Belvédère“ bekannt. Der dortige Schneckenberg ist einzigartig in Westfalen. 2023 wurde er dank Fördergeldern aus dem Europäischen Landwirtschaftsfonds für die Entwicklung des ländlichen Raums (ELER) restauriert. Dabei wurden die Wegespirale und die Aussichtsplattform wiederhergestellt. Die Abteilung Denkmalpflege, Landschafts- und Baukultur in Westfalen des Landschaftsverbands Westfalen-Lippe (LWL) kürte ihn daraufhin zum Denkmal des Monats Dezember 2023.
Der Park ist heute denkmalgeschützt. Inzwischen sind ehemalige Aussichten in das Ruhrtal teilweise zugewachsen. Richtung Osten kann man bis zum Kemnader See schauen, in Richtung Norden hat man einen schönen Blick auf den Ortsteil Stiepel von Bochum. Im Winter werden die Abhänge im Park zum Rodeln genutzt.

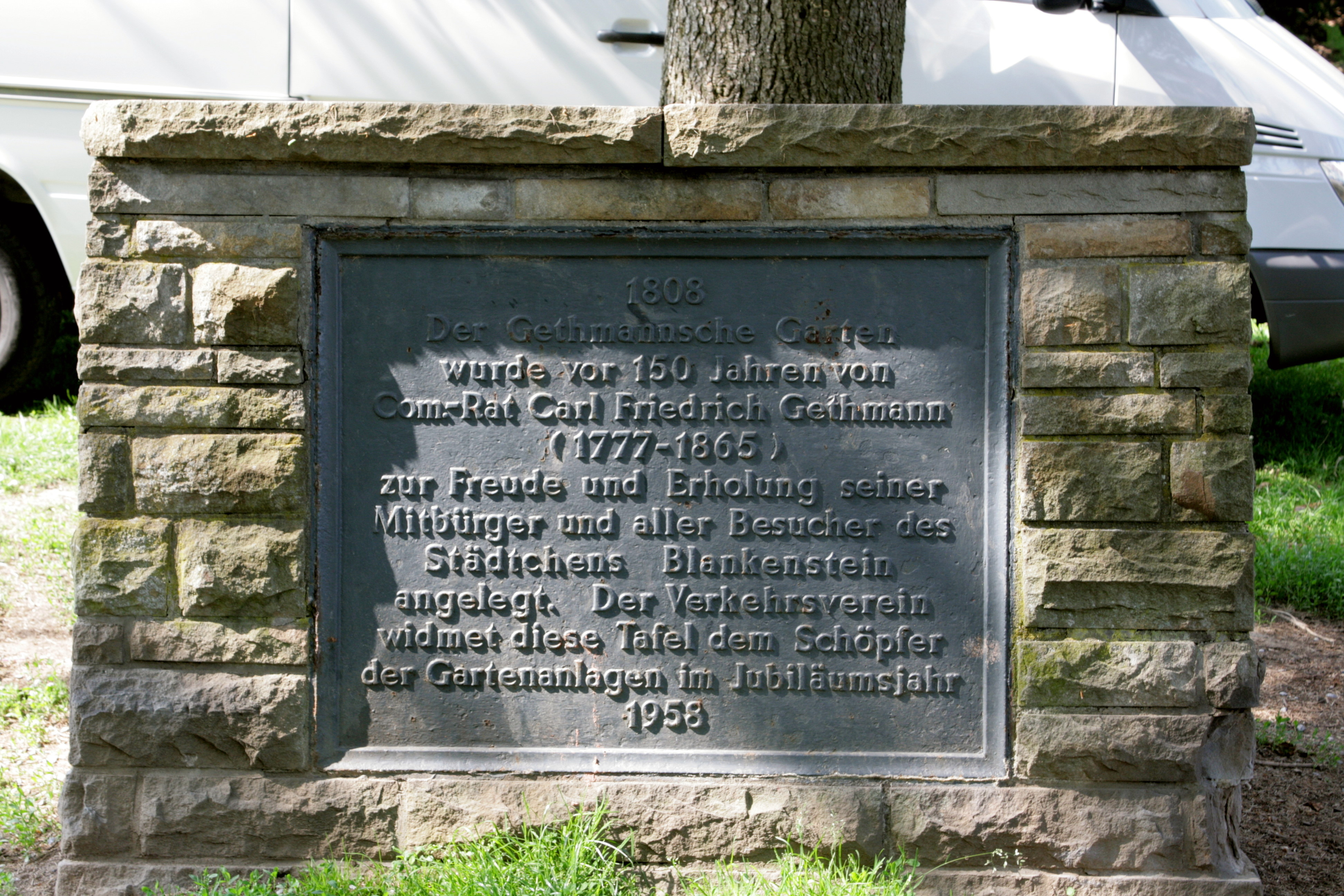
Gedenktafel an Carl Friedrich Gethmann
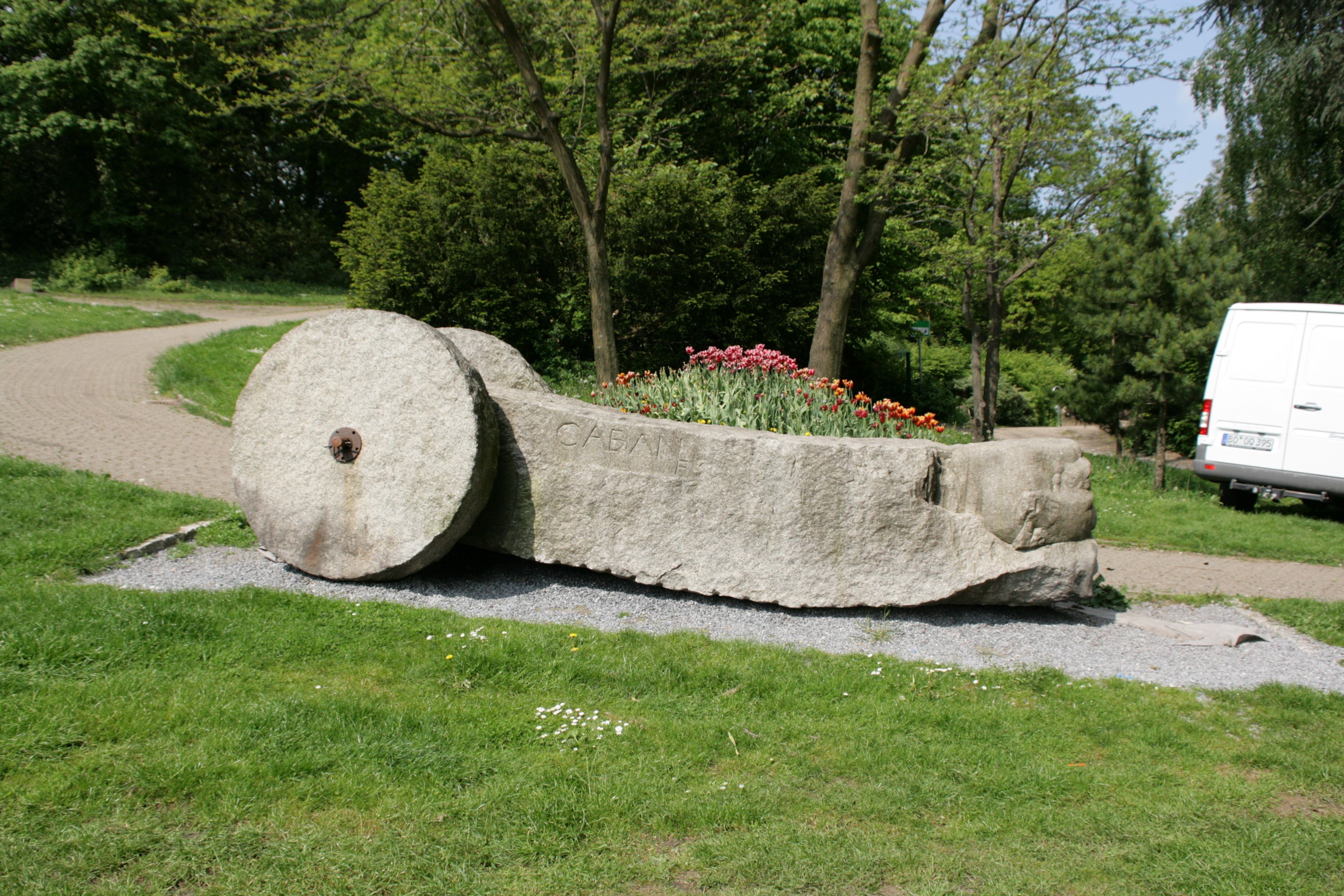
Granitskulptur von Zbigniew Fraczkiewicz
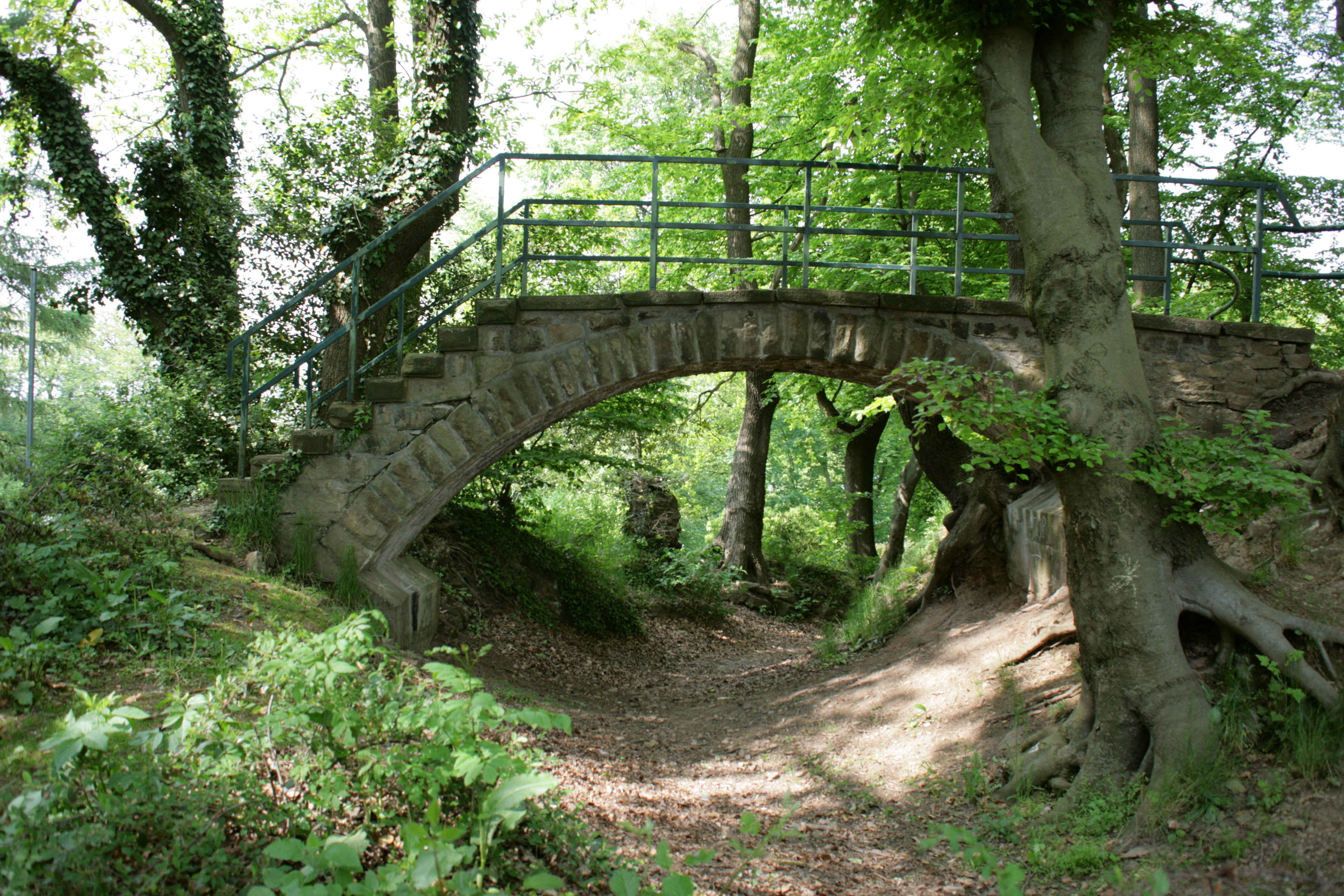
Brücke der „Friedrichshöhe“ am Ostende des Alleewegs
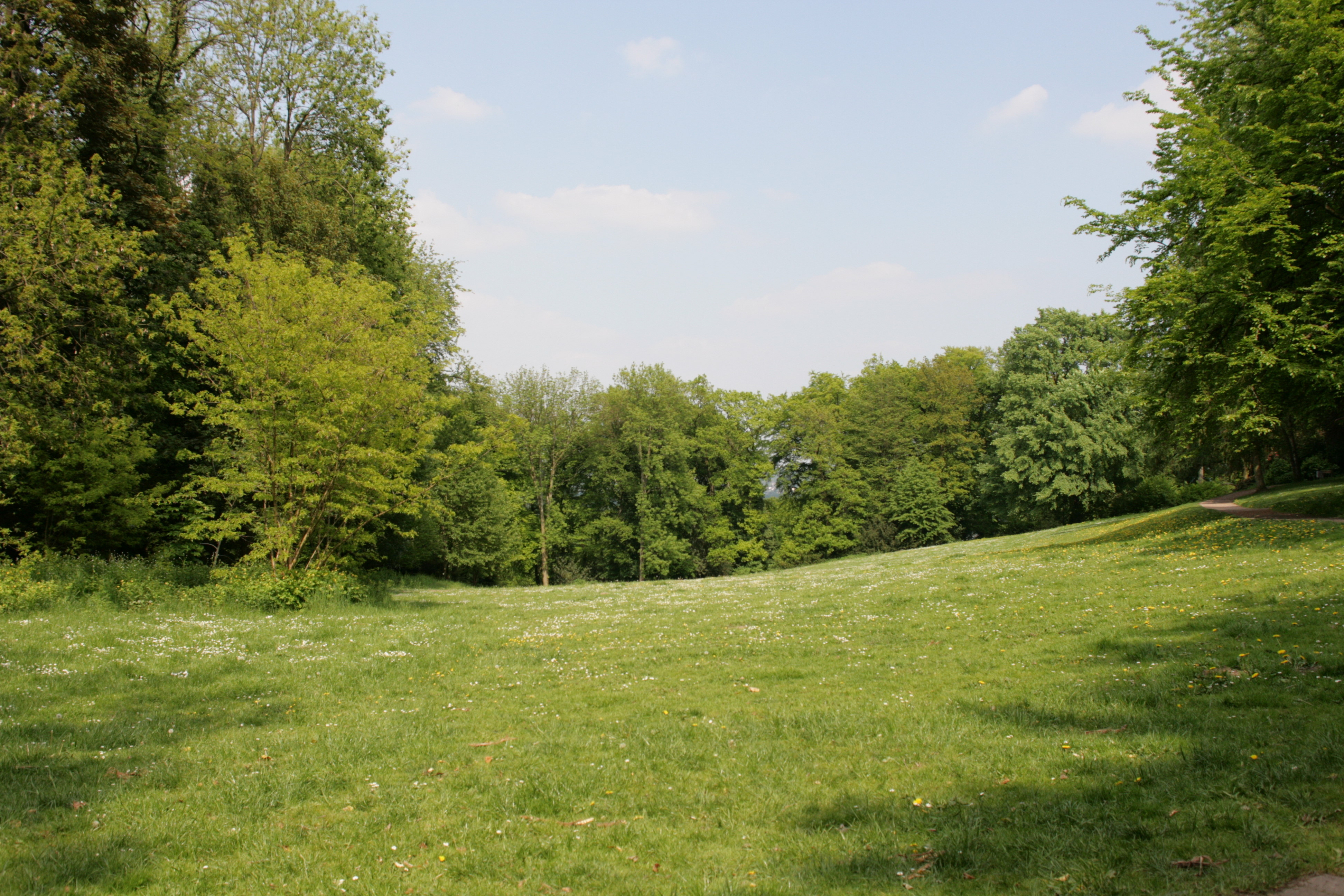
Wiese im Gethmannschen Garten